# Jón Sveinsson

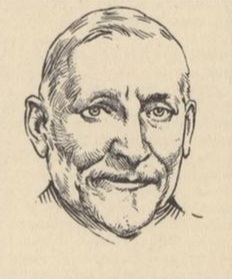
Jón Sveinsson

Jón Stefán „Nonni“ Sveinsson (* 16. November 1857 in Möðruvellir, Island; † 16. Oktober 1944 in Köln) ist durch seine Nonni-Bücher einer der in Deutschland bekanntesten isländischen Schriftsteller. Seit 1878 gehörte er dem Jesuitenorden an. Er veröffentlichte seine Werke weltweit unter dem Namen Jón Svensson, mit Ausnahme Islands, wo sein patronymischer Nachname unverändert „Sveinsson“ lautet.

## Leben

### Familie, Ausbildung und Wirken als Theologe und Lehrer

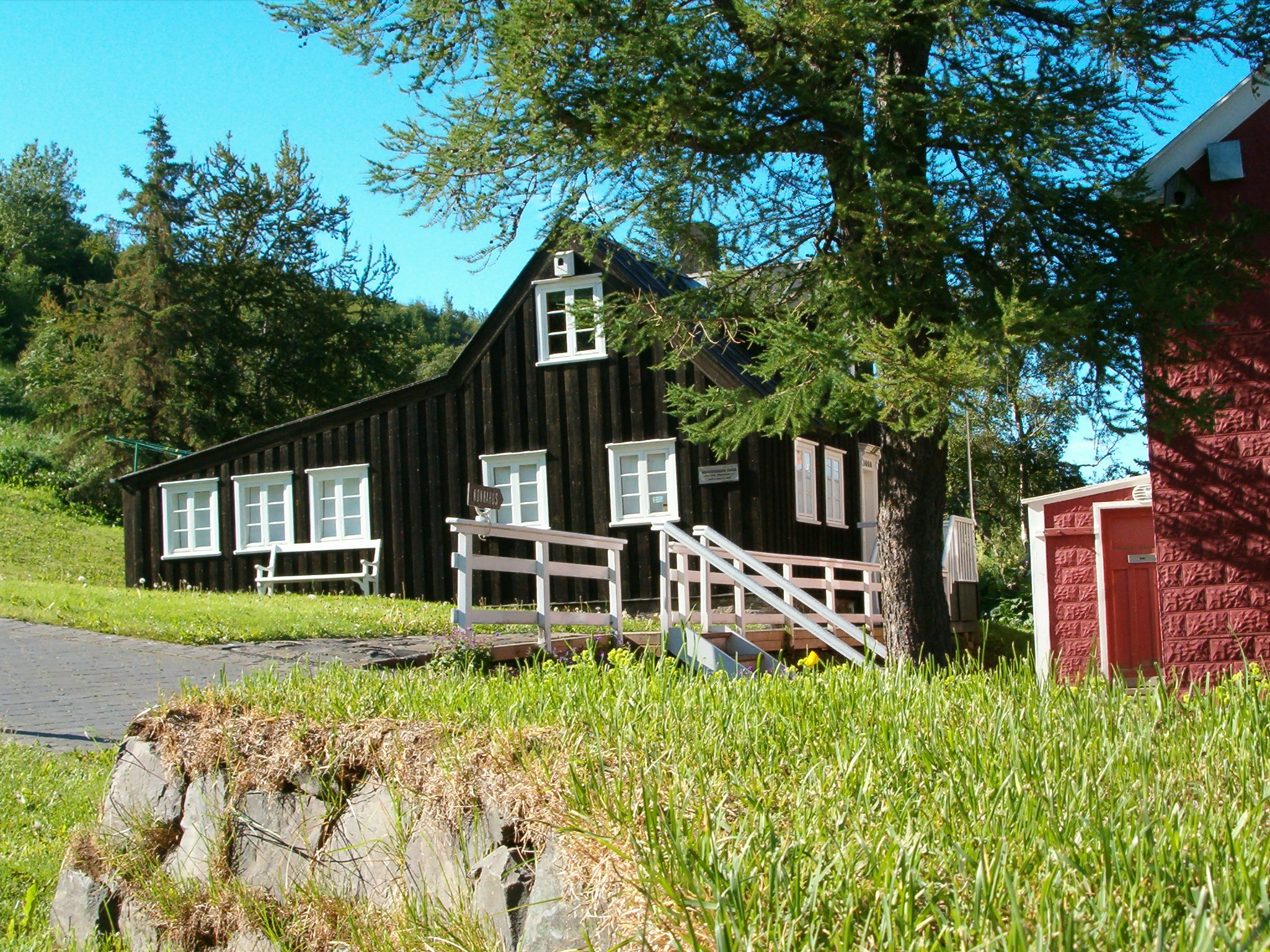
Das Nonni-Haus in Akureyri

Jón Sveinsson, Kosename Nonni, wurde auf dem Hof Möðruvellir im Hörgárdalur bei Akureyri geboren. Seine Eltern waren Sigríður Jónsdóttir (1826–1910) aus Reykjahlíð am Mývatn und Sveinn Þórarinsson (1821–1869), Schreiber beim Amtmann Pétur Havstein, dem Vater des späteren isländischen Premierministers Hannes Hafstein. In späteren Jahren informierte Sigríður ihren Sohn Jón darüber, dass er von Bischof Guðbrandur Þorláksson abstamme, der als erster die Heilige Schrift auf Isländisch drucken ließ. Vor allem der Familie der Mutter entstammten Dichter und Schriftsteller.
Jóns Eltern hatten acht Kinder, drei davon starben im Herbst 1860 im Kindesalter an Diphtherie. Aufgewachsen sind Björg (Bogga) (1854–1882), Jón Stefán (Nonni) (1857–1944), Sigríður Guðlaug (1858–1916), Ármann (Manni, 1861–1885) und Friðrik (1864–1943). Seine Mutter hatte noch eine voreheliche Tochter, Kristín (1852–1949), von deren Existenz Jón erst erfuhr, als er erwachsen war. 1865 zog die Familie nach Akureyri in das Pálshús, benannt nach seinem ersten Bewohner Pál. Nonni verlebte eine glückliche Kindheit, die durch den frühen Tod des Vaters Sveinn Þórarinsson im Jahre 1869 endete. Der Mutter war es in der Folge nicht möglich, für sich und vier Kinder zu sorgen.
In dieser Situation bot der französische Jesuit Marie-Albéric de Foresta an, dem begabten Jón eine Ausbildung in Frankreich zukommen zu lassen. Er hatte mit Zustimmung der Oberen ein Programm gestartet, protestantischen Jungen aus Skandinavien eine höhere Schulbildung zu ermöglichen. Dieses Angebot war Teil eines Plans zur Rekatholisierung der nordischen Länder („Appell aux Missions boréales“), und zwei Jungen sollten aus Island kommen. Die Eltern der Jungen mussten vorab einer möglichen Konversion zum Katholizismus sowie einer etwaigen Berufung zum Priesteramt oder einem Ordensbeitritt zustimmen.
Im Jahr 1870, im Alter von 13 Jahren, verließ Jón Island mit dem Segelschiff Valdemar von Rönne; die Reise dauerte fünf Wochen. Den Winter 1870 verbrachte er in Kopenhagen bei katholischen Priestern, wo er das Ende des Deutsch-Französischen Krieges abwarten musste. In Frankreich besuchte er ab 1871 die École Libre de la Providence in Amiens, und er nahm den katholischen Glauben an. Sein jüngerer Bruder Manni folgte ihm 1873 nach Frankreich. Die Brüder schmiedeten Pläne, gemeinsam nach Island zurückzugehen, wo Nonni missionieren, Manni wiederum zu einer Verbesserung der dortigen Lebensbedingungen beitragen wollte. Manni starb jedoch mit 23 Jahren in Leuven an Tuberkulose. Jóns Obere erlaubten ihm nicht, zu seinem sterbenden Bruder zu reisen. Die Mutter Sigríður, die mit ihren Kindern in regem Briefkontakt war, wanderte 1876 nach Kanada aus, wo schon zwei ihrer erwachsenen Kinder lebten. Dort ging sie eine zweite Ehe ein und starb 1910 hochbetagt.
1878 wurde Jón Sveinsson in den Jesuitenorden aufgenommen. Er studierte fünf Jahre lang Literatur, Philosophie und Theologie in Frankreich, Belgien und Holland sowie in England vier Jahre lang Theologie. In Glasgow wurde er 1890 zum Priester geweiht. Seit der Reformation im 16. Jahrhundert war Nonni damit der wahrscheinlich erste isländische katholische Priester. Während des Ersten Weltkriegs betreute er in Deutschland französische Kriegsgefangene. Nach dem Krieg lebte er einige Zeit in Münster, von wo aus er Reisen durch Europa unternahm.
Schließlich kehrte Nonni nach Dänemark zurück, wo er 20 Jahre lang als Lehrer am Jesuitenkolleg in Ordrup tätig war; seine Fächer waren Französisch, Altnordisch, Sport und Zeichnen. Diese Jahre waren sehr schwierig für ihn: Seine deutschen Vorgesetzten zeigten kein Verständnis für seine schriftstellerische Tätigkeit, mit der er sich „schreibend aus der Einsamkeit in das Traumland der Kindheit“ versetzen wollte. Es wurde ihm sogar verboten, mit seiner Familie zu korrespondieren, da dies „Zeitverschwendung“ sei. Er fühlte sich als Außenseiter, und es wurde ihm auch nicht gestattet, seiner eigentlicher Berufung, Missionar in Island zu werden, nachzugehen. Wegen einer Gichterkrankung wurde er dann aber 1912 in die Niederlande versetzt, wo er auf Mitbrüder traf, die seine schriftstellerischen Ambitionen unterstützten.
Seine Heimat Island besuchte Nonni nur noch zweimal: 1894 (zu Pferd) und 1930, auf Einladung der isländischen Regierung zur Tausendjahrfeier des ältesten noch existierenden Parlaments der Welt, des Althing. Auf der Reise im Jahr 1930 wurde er zum Ehrenbürger von Akureyri ernannt.
Nonnis Halbschwester Kristín (1852–1949) wurde Mutter von vier Kindern und somit die einzige unter den Geschwistern, die Nachkommen auf Island hat. Friðrik kam im Alter von drei Jahren zu Pflegeeltern, die mit ihm gemeinsam nach Kanada auswanderten. Er wurde Vater von sechs Töchtern und war unter dem Namen Fred Swanson auch als Kunstmaler tätig. Die Schwester Björg starb 1882 im Alter von 28 an Tuberkulose. Sigríður wurde von einem Bruder ihres Vaters adoptiert und zog 1888 nach Kanada, wo sie zunächst bei ihrer Mutter und später bei ihrem Bruder lebte. Sie starb an Magenkrebs.

### Wirken als Autor und Vortragsreisender
Ab 1906 schrieb Jón zwölf „Nonni-Bücher“ über seine freie und ungebundene Jugend auf Island und sein späteres Leben und Wirken in Europa, USA und Japan in deutscher Sprache. Die Bücher erschienen zumeist beim Freiburger Verlag Herder, der unter anderem auf Theologiethemen spezialisiert ist. Nonni entschied sich für die deutsche Sprache, da der Markt für Literatur auf Dänisch oder gar Isländisch sehr klein war, nachdem er das erste Buch noch auf Dänisch verfasst hatte. Auf Anraten seines Ordensbruders Moritz Meschler bereitete er sich mit der Lektüre von Goethes Werken vor. Die Bücher wurden in mehr als 30 Sprachen übersetzt, auch ins Isländische. Die isländischen Übersetzungen sind zwischen den 1920er und 1950er Jahren erschienen und stammen von Freysteinn Gunnarsson (1892–1976). Von 1936 bis 1938 unternahm Jón Sveinsson eine ausgedehnte Welt- und Vortragsreise in die USA sowie nach Kanada und Japan. Sein letztes Buch Nonni in Japan wurde von seinem Freund und späteren Biographen Hermann Krose fertiggestellt. Jón Sveinssons erklärtes Ziel war es, den Menschen mit seinen Büchern Freude zu bereiten: „Das war meine Mission, die Gott mir aufgetragen hatte.“
1923 traf er in Paris mit dem späteren Nobelpreisträger Halldór Laxness zusammen, der sich fragte, ob das „innere Leben Nonnis“ an dem Tag gestorben sei, an dem seine Mutter ihn fortgeschickt habe. Nicht nur ihm blieb Nonni „unbegreiflich“. In einem Artikel schrieb er:

„Es liegt etwas Unberührtes und Makelloses über Jóns Stil und Sprache, eine anmutige Keuschheit. Und seine Sätze strahlen einen ähnlichen Liebreiz aus, wie hundert kleine Kinder in weißen Kleidchen, die an einem hellen Frühlingstag in einer Prozession eine sonnige Straße entlang gehen und von der Mater Dei singen, ohne selbst irgendeine Vorstellung von ihrer eigenen Schönheit zu besitzen.“

In späteren Jahren, als Jón Sveinsson inzwischen verstorben war, revidierte Halldór jedoch seine Meinung zum Teil: „Seine [Nonnis] Sprache ist unglaublich bescheiden und der Stil entsprechend einfach, beinahe einfältig, […] ohne Hormone durchsichtig“, und er habe den Nonni im Buch „langweilig“ gefunden. Er hätte sich als Sechsjähriger geweigert, ein solches Kinderbuch zu lesen.
Der Autor besaß eine besondere Erzählbegabung. Er hielt geschätzt 5000 Vorträge in aller Welt, zumeist vor vollbesetzten Sälen. Während seines Aufenthalts in Japan 1937/38 hielt er 56 Vorträge. Allein an einem Abend in Tokio kamen rund 1400 Zuhörer.
Bei Kriegsausbruch 1939 kehrte Jón von Japan zurück in die Niederlande. Dort lebte er im Ignatiuskolleg in Valkenburg aan de Geul, das 1942 von der Gestapo aufgelöst wurde. Die Insassen des kirchlichen Altersheims, darunter der kranke Nonni, wurden nach Aachen vor das Generalvikariat transportiert. Jón Sveinsson starb am 16. Oktober 1944 im Alter von fast 87 Jahren im Kölner St.-Franziskus-Hospital nach einer Odyssee durch mehrere kirchliche Krankenhäuser in Aachen und Eschweiler. Dort hatten ihm die Schwestern ein kleines Zimmer im Luftschutzkeller eingerichtet, und er starb in dem Glauben, sich in der Kajüte eines Dampfers zu befinden, mit dem er seine letzte große Reise antrat.

## Gedenken

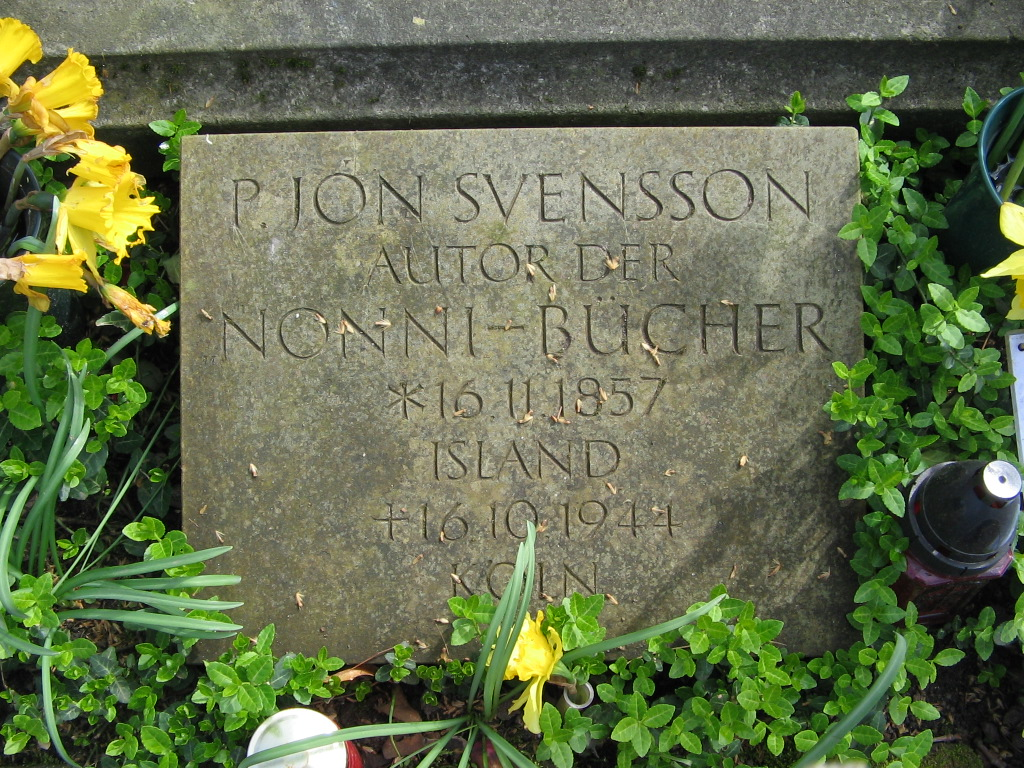
Grabstein auf dem Melaten-Friedhof

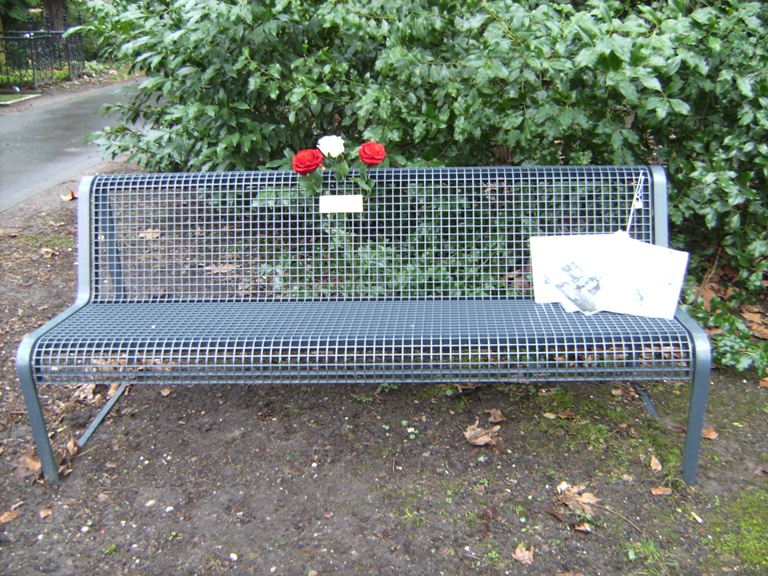
Bank am Nonni-Grab auf Melaten

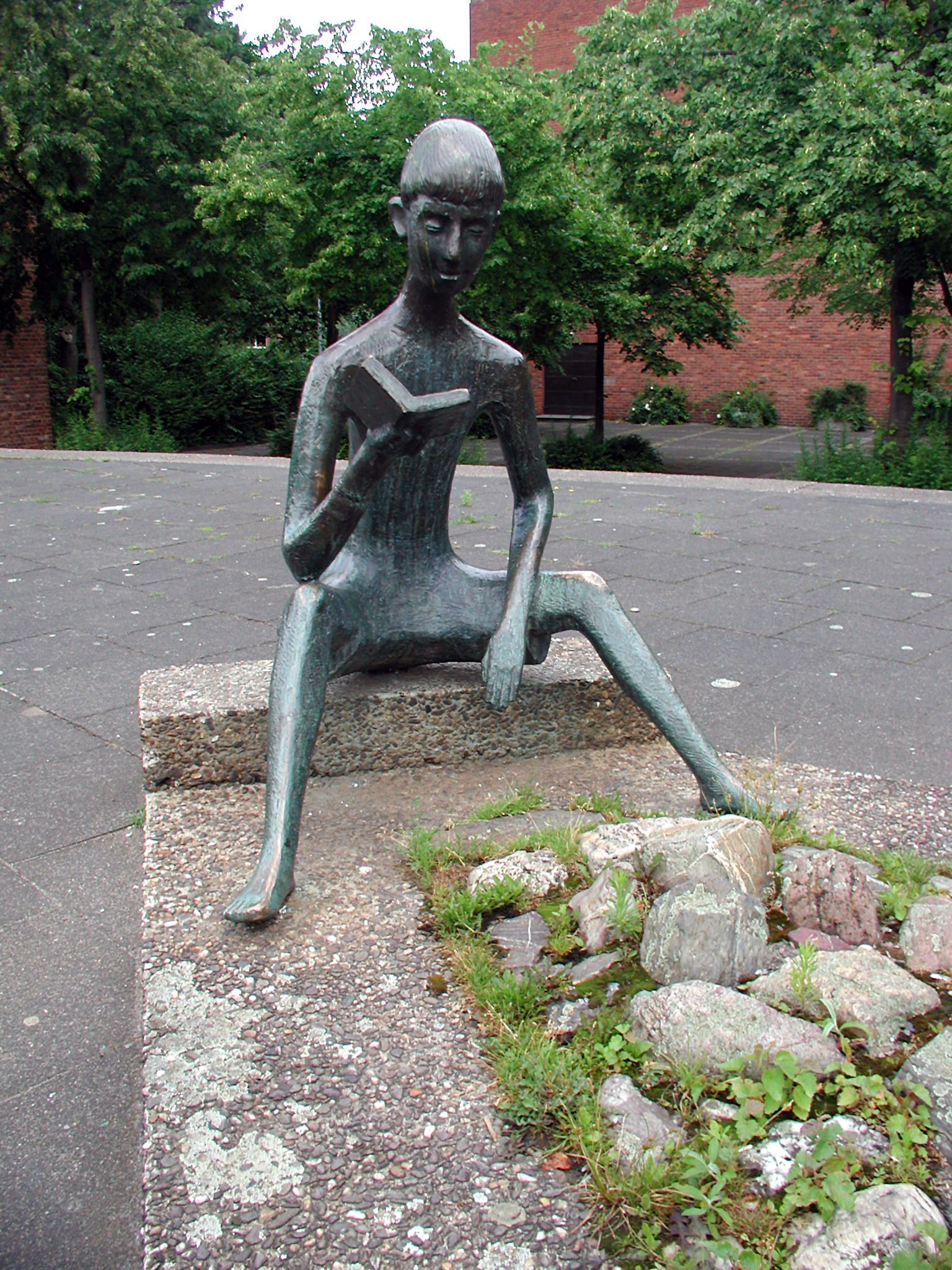
Nonnibrunnen von Lambert Schmitthausen, Köln, Melatener Weg

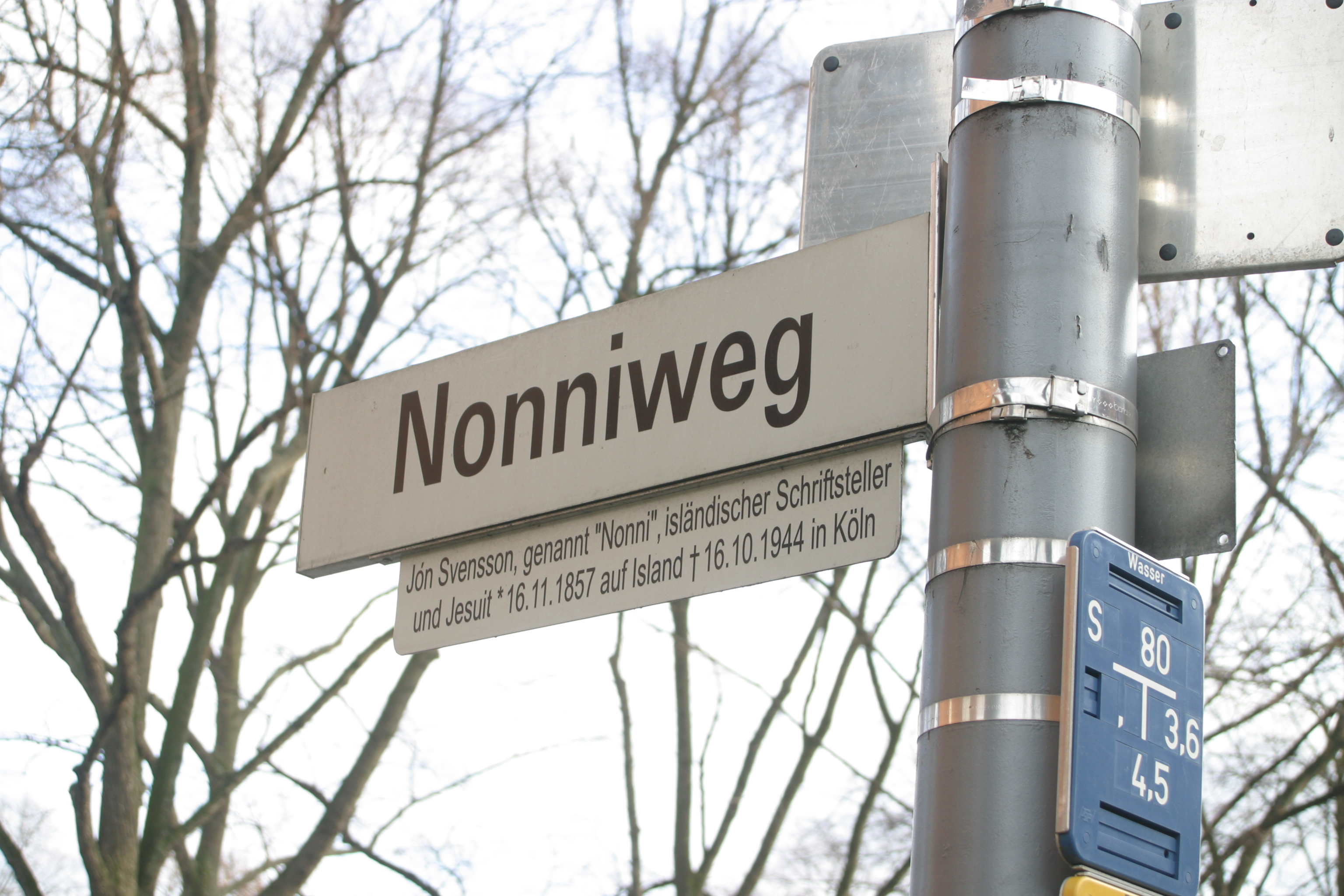
Straßenschild „Nonniweg“ in Köln

Jón Sveinsson wurde auf dem Kölner Melaten-Friedhof in der Grabstätte der Kölner Jesuiten (Grabstelle 20 E/19 D direkt am ersten Hauptweg NS/NordSüd links vom Eingang Piusstraße aus) begraben. Wegen der fortdauernden Bombenangriffe auf Köln konnten nur zwei Mitbrüder an seiner Bestattung teilnehmen, hinzu kam ein 17-jähriger junger Mann, der morgens durch die Zeitung von der Beerdigung erfahren hatte. Vor der Mauer mit den Lebensdaten zahlreicher Jesuiten gibt es für Nonni eine eigene (liegende) Tafel. Links vor dem Grab auf diesem Friedhof steht seit Januar 2011 eine Bank zum Verweilen und Schmökern. Der Text auf dem Sponsorenschild lautet: „Zur Erinnerung an Jón Svensson. Gestiftet von NONNI-Freunden, der DIG (Deutsch-Isländische Gesellschaft) und vom Verlag Herder“. Ermöglicht wurde die Bank durch Spenden an die „Kölner Grün Stiftung“, die sich für eine Verbesserung des Stadtbildes, der Parkanlagen etc. einsetzt.
Am 5. Juli 1988 besuchte die damalige Präsidentin Islands, Vigdís Finnbogadóttir, das Grab und legte einen Kranz nieder. Aufsehen erregte damals, dass die Staatspräsidentin den Weg zum Friedhof mit einem Sonderzug der Kölner Straßenbahn zurücklegte. Anlässlich von Jóns 160. Geburtstag versammelten sich Georg Austen, Generalsekretär des Bonifatiuswerks, David Tencer, Bischof von Reykjavík, und Martin Eyjólfsson, isländischer Botschafter in Berlin, an seinem Grab auf Melaten.
In Köln-Ehrenfeld ist ihm der Nonniweg und der Nonnibrunnen gewidmet. In direkter Nähe liegt der Nonni-Club, eine Offene Tür für Kinder und Jugendliche, die Pastor Hermann-Josef Hieronymi, ein großer Nonni-Verehrer, in den 1960er Jahren ins Leben rief. Er regte auch die Anlage des Nonni-Brunnens an.
Das Pálshús in Akureyri ist seit 1957 ein unter dem Namen Nonni-Haus bzw. Nonnahús bekanntes Museum.

## Werke
Jón Svenssons dreizehn Bücher (in Reihenfolge der deutschen Erstveröffentlichung):
1. Ein Ritt durch Island: Zwischen Eis und Feuer. [Et Ridt gennem Island, 1908]. Aus dem Dänischen übersetzt von Johannes Mayrhofer. Breslau: Görlich, 1911 (Woywods Volks- und Jugend-Bibliothek; 32-33).
Ab der 10. Auflage bei Herder unter dem Titel Zwischen Eis und Feuer: Ein Ritt durch Island.
2. Nonni: Erlebnisse eines jungen Isländers von ihm selbst erzählt. Freiburg: Herder, 1913.
Neuausgabe: Freiburg: Herder, 1979.
3. Aus Island: Erlebnisse und Erinnerungen. Freiburg: Herder, 1913. Später veröffentlicht als:

Island: (Gekürzter Auszug in Kurzschrift!) In: Bunte Blätter 19, Seite 46-48, Wolfenbüttel: Heckners Verlag 1925.

Aus Island: Ein Meeresabenteuer Nonnis in dunkler Nacht: Erlebnisse und Erinnerungen (Freiburg: Herder, 1939).
4. Nonni und Manni: zwei isländische Knaben.In: Jesuiten-Kalender für das Jubeljahr 1914. Herausgegeben von Priestern der Gesellschaft Jesu. Regensburg: Habbel, 1913. Im Jahr 1914 in Buchform erschienen, ebenfalls im Verlag Josef Habbel, Regensburg.
5. Sonnentage: Nonni’s Jugenderlebnisse auf Island. Aus dem Dänischen übersetzt von Johannes Mayrhofer. Freiburg: Herder, 1915.
Inhalt: Wie Júlli und Dúfa lebendig begraben wurden; Klein Kjartans Gesicht; Das Lämmchen; Die Vala; Nonni und Manni auf den Bergen.
Auszüge aus diesem Werk sind separat erschienen:
  - … und Nonni pfeift drauf. Eine Abenteuergeschichte aus den Bergen Islands. Freiburg: Herder, 1953 (Bufi-Bücher; 3).
  - Nonni im Schneesturm: 2 Erzählungen. Berlin: Evang. Verl.-Anstalt, 1957.
6. Die Stadt am Meer: Nonni’s neue Erlebnisse. Freiburg: Herder, 1922.
75.–78. Tsd. (1953) unter dem Titel Die Stadt am Meer: Nonnis Erlebnisse in Kopenhagen.
Neuausgabe (gekürzter und überarbeiteter Text) 1983 unter dem Titel Nonni in der Stadt am Meer.
7. Abenteuer auf den Inseln: Nonnis Erlebnisse auf Seeland und Fünen. Freiburg: Herder, 1927.
8. Auf Skipalón: neue Islandgeschichten Nonnis. Freiburg: Herder, 1928.
9. Die Geschichte des kleinen Guido: Erzählung für die katholische Jugend. Freiburg: Herder, 1930.
Ab dem 23.–26. Tsd. (1948) erschienen als Guido: der kleine Bote Gottes.
10. Die Feuerinsel im Nordmeer: Nonnis Fahrt zum Althing. Freiburg: Herder, 1933.
4. Auflage 1953: Gekürzte Fassung, bearbeitet von Kurt Heinrich Heizmann.
11. Wie Nonni das Glück fand. Freiburg: Herder, 1934.
Neuausgabe der Fassung von 2004: überarbeiteter Text, ergänzt um Nonnis Lebenslauf; Bilder von Johanna Tschepp. Neusäß: SJM-Verlag, 2011.
12. Nonni erzählt: Erlebnisse und Geschichten vom frohen Öresund. Freiburg: Herder, 1936.
13. Nonnis Reise um die Welt. (2 Bände)
Nach dem Tode des Verfassers herausgegeben von Hermann A. Krose.
  1. Von Frankreich über England nach Amerika. Freiburg: Herder, 1948.
  2. Von Amerika über den Fernen Osten zurück nach Europa. Freiburg: Herder, 1949.
Den zweiten Band von Nonnis Reise um die Welt konnte Jón Svensson nur bis zum Kapitel 39 fertigstellen. Die Kapitel 40 bis 44 wurden durch seinen Freund und Weggefährten Hermann A. Krose nach Jón Svenssons Tagebüchern verfasst.

### Sammelausgaben und Bearbeitungen
1. Nonni Volksausgabe in drei Bänden. Freiburg: Herder.
  1. Nonni: Erlebnisse eines jungen Isländers von ihm selbst erzählt. 1960.
  2. Nonnis Abenteuer in der Fremde. 1960.
Enthält den gekürzten Text von Die Stadt am Meer und Abenteuer auf den Inseln.
  3. Nonnis Abenteuer auf Island. 1961.
Enthält Sonnentage und Auf Skipalón ohne Nonni und Manni in den Bergen.
2. Nonni in drei Bänden. Leipzig: St. Benno. Lizenzausgabe der Nonni Volksausgabe  in der DDR.
  1. Ein Isländer erzählt aus seiner Jugend. 1979.
  2. Ein Priester erzählt von seiner Heimat. 1981.
  3. Abenteuer in Kopenhagen. 1989.
3. Georg Telemann: Nonni und Manni: Die Jungen von der Feuerinsel. Freiburg: Herder, 1988.
Beruht auf den Erzählungen von Jón Svensson sowie der ZDF-Serie „Nonni und Manni“.
4. Nonni und Manni geraten in Seenot: Nonnis Abenteuer. Nach den Erzählungen von Jón Svensson nacherzählt von Brynhildur Pétursdóttir, übertragen von Gisela Rabe-Stephan. Akureyri: Hólar, 2006.
5. Nonni und Manni : Abenteuer auf Island. Herausgegeben von Martin Stiefenhofer. Freiburg: Kerle bei Herder, 2007.
Inhalt: Nonni und Manni in den Bergen, Der Weihnachtsbesuch auf Skipalón, Júlli und Dúfa, Abenteuer auf dem Meer.
Die Geschichten in diesem Band wurden vom Herausgeber sprachlich überarbeitet und leicht gekürzt.
6. Neue Abenteuer auf Island mit Nonni und Manni. Herausgegeben von Martin Stiefenhofer. Freiburg: Herder, 2008.
Die Geschichten in diesem Band wurden vom Herausgeber sprachlich überarbeitet.

### Weitere Schriften
1. Im hohen Norden. Aus dem Dänischen übersetzt von G. Ferbers. Köln: Benziger, 1895 (Alte und Neue Welt; 1895, Heft 10 und 11).
2. Aus Islands alten Schätzen: Eine kultur- und literaturgeschichtliche Studie. [Islandsblomster, 1906] Aus dem Dänischen übersetzt von Johannes Mayrhofer. Hamm: Breer & Thiemann, 1909 (Frankfurter Zeitgemässe Broschüren; N.F., Bd. 28, 10). Als Print-on-Demand erschienen: Islandsblomster. Dänisch. United States: BiblioLife, 2009. Hard back ISBN 0-559-90547-5; Paperback ISBN 0-559-90545-9.
3. Bilder aus Island. Trier: Paulinus, 1913 (in: Leuchtturm für Studierende).
4. Bei den schwerverwundeten Kriegsgefangenen Franzosen in Weingarten (Schwaben). In: Sonnenland. Ein Mädchenblatt. 6:14-20 (1917). Gekürzt enthalten in: Goldkörner aus eiserner Zeit. Kriegs-Exempel von Bernhard Duhr S.J. München-Regensburg, Verlagsanstalt vorm. G.J. Manz, 1916. Kapitel[31] 73. S. 111–114.
5. Naturgewalten auf Island. Berlin: Deutsche Jugendbücherei, 1950. (Deutsche Jugendbücherei; 133).

### Verfilmungen
Als sechsteilige Fernsehserie wurde Nonni und Manni im Jahre 1988 verfilmt (Taurus-Film GmbH) und als Weihnachtsserie im ZDF ausgestrahlt. Hierzu gab der Herder-Verlag 1988 das Buch „Nonni und Manni – Die Jungen von der Feuerinsel“ (Verfasser Georg Telemann, ISBN 3-451-21356-7) heraus. Der gleichnamige Film ist als DVD (auf Deutsch) im Handel (4 260131 126383), KSM GmbH, Vertrieb: NewKSM/KSM GmbH.
Im Oktober 2010 kam eine „Special Edition“ als dreiteiliges Box-Set heraus: Disc 1 und Disc 2 zeigen die Episoden 1–3 und 4–6 der o. g. ZDF-Weihnachtsserie, ergänzt um „Audio-Kommentare“ des Regisseurs zur Entstehung des Films. Disc 3 nennt sich „Bonus“ und enthält folgende „Extras“: „Wie Nonni sein Glück fand“ – ZDF-Dokumentation, ca. 44 Minuten; „Garḋar und Einar – Zwei Jungs aus Island“ – Dokumentation, ca. 33 Min.; Biografien von Jón Svensson, Ágúst Guðmundsson, Garðar Thór Cortes und Einar Örn Einarsson; Bildergalerie und Trailer der Weihnachtsserie.
Seit 2008 gibt es in Island die dreisprachige DVD „Nonni og Manni“, und zwar auf Isländisch, Englisch und Deutsch, wobei die englische Version die Originalfassung ist (Bergvik ehf.).
Den Soundtrack dieses Films gibt es sowohl als LP, Single, Cassette als auch als CD; die Musik stammt von Klaus Doldinger.
Hörbücher – Audio-CD
1. Weihnachten auf Skipalon. ISBN 978-3-930883-72-1. Verlag Petra Kehl, Künzell: 2015.
2. In der Höhle des Geächteten. ISBN 978-3-930883-88-2. Verlag Petra Kehl. Künzell: 2017.
3. Nonni und die Zauberflöte. ISBN 978-3-930883-93-6. Verlag Petra Kehl. Künzell: 2017.
4. Nonni und Manni: Islandabenteuer in den Bergen, ISBN 978-3-937337-98-2. uccello 2017.
5. Nonnis Aufbruch in die Welt. ISBN 978-3-930883-94-3. Verlag Petra Kehl. Künzell: 2018.
6. Nonni in Eis und Sturm. ISBN 978-3-930883-95-0. Verlag Petra Kehl. Künzell: 2018.